# Odprto prvenstvo ZDA 2003
Odprto prvenstvo ZDA 2003 je teniški turnir za Grand Slam, ki je med 25. avgustom in 7. septembrom 2003 potekal v New Yorku.

## Moški posamično
Andy Roddick :  Juan Carlos Ferrero, 6-3, 7-6, 6-3

## Ženske posamično
Justine Henin-Hardenne :  Kim Clijsters, 7-5, 6-1

## Moške dvojice
Jonas Björkman /  Todd Woodbridge :  Bob Bryan /  Mike Bryan, 5-7, 6-0, 7-5

## Ženske  dvojice
Virginia Ruano Pascual /  Paola Suarez :  Svetlana Kuznecova /  Martina Navratilova, 6-2, 6-2

## Mešane dvojice
Katarina Srebotnik /  Bob Bryan :  Lina Krasnorucka /  Daniel Nestor, 5-7, 7-5, 7-6(5)